# جيمس ر. روزنتال
جيمس ر. روزنتال (بالإنجليزية: James R. Rosenthal)‏ هو شخصية أعمال أمريكي، ولد في 1 مارس 1968 في شيكاغو في الولايات المتحدة، وتوفي في 17 سبتمبر 2011 في سانتا مونيكا في الولايات المتحدة بسبب سكتة.

## وصلات خارجية
- جيمس ر. روزنتال على موقع IMDb (الإنجليزية)
- جيمس ر. روزنتال على موقع قاعدة بيانات الفيلم (الإنجليزية)